# Филовирусы
Филовирусы (лат. Filoviridae, от лат. filum — нить) — семейство вирусов из порядка Mononegavirales, входящему в вирусную группу V по классификации Балтимора. Геном содержит одноцепочечную РНК отрицательной полярности.

## Описание
РНК вируса содержит около 19000 нуклеотидов и кодирует 7 белков, 6 из которых служат для воспроизводства и жизнеобеспечения и один неструктурный секретируемый белок — гликопротеин, предположительно подавляющий образование антител, чем определяется высокая летальность и скорость протекания болезни.
Вирион (вирусная частица) имеет характерную вытянутую цилиндрическую форму, может быть прямым, изогнутым, скрученным, иметь форму цифры «6» или буквы «U». Длина вириона может очень сильно варьироваться, но диаметр в сечении постоянный и составляет примерно 80 нм. Вирион состоит из одноцепочечной РНК отрицательной полярности и белков, заключённых в липидную мембрану. Выделение дочерних вирионов из инфицированной клетки происходит почкованием.
При комнатной температуре филовирусы сохраняют вирулентность длительное время. Чувствительны к органическим растворителям (например, к спиртам) и высокой температуре.

## История
Семейство филовирусов было описано в 1967 году, после заражения 31 человека вирусом Марбург в Марбурге (Германия) в процессе работы с тканями обезьян, ввезённых из Уганды. Семь человек скончались от болезни. Все последующие вспышки эпидемии наблюдались только на территории Африки южнее Сахары. Второй род филовирусов, Ebolavirus, был выявлен во время вспышки эпидемии в Заире и северном Судане в 1976 году. Эболавирус оказался очень летальным: смертность варьируется от 50 % до 90 % по данным эпидемий в Заире.
Природный резервуар обоих вирусов — зоонозный, что означает, что вирус приобретается человеком от животных. Несмотря на многочисленные попытки найти источник заражения, он так и не был найден. В настоящий момент, в качестве переносчика филовирусов подозреваются летучие мыши.
Механизм, благодаря которому филовирусы распространяются, остаётся до конца не выясненным. Пути передачи от животных к людям неизвестны. Передача от человека к человеку происходит через прямой контакт с жидкостями организма заражённого.

## Классификация
На ноябрь 2021 года в семейство включают 6 родов:
- Cuevavirus (1 вид)
- Ebolavirus (6 видов)
- Marburgvirus (1 вид)
- Striavirus (1 вид)
- Thamnovirus (1 вид)
- Dianlovirus (1 вид)

Вирус Марбург (Marburg marburgvirus), а также четыре представителя рода Ebolavirus (Zaire ebolavirus, Sudan ebolavirus, Taï Forest ebolavirus, Bundibugyo ebolavirus) вызывают вирусную геморрагическую лихорадку, характеризующуюся обильным кровотечением и нарушением свёртываемости крови, в 90% случаев приводящую к смерти; Cuevavirus поражает летучих мышей и, предположительно, безвреден для человека.